# シヅオカヤ
シヅオカヤは、かつて首都圏を中心に生鮮食品に強みを持つスーパーマーケットを展開していた日本の企業。
1984年（昭和59年）3月に忠実屋と提携し、同社が51％の株式を取得して子会社化された。
1991年（平成3年）6月に「株式会社シヅオカヤ」へ商号を変更した。
1994年に忠実屋がダイエーに吸収合併されたため同社傘下となるが、2000年（平成12年）に同じダイエー傘下のセイフー（後のグルメシティ関東）に吸収合併された。

## 歴史・概要
志太郡岡部町出身の萩原勤也が、神田市場の東京東印青果から独立し、1946年（昭和21年）に東京都新宿区歌舞伎町で果実商を開いたのが始まりである。
1960年（昭和35年）3月3日に資本金500万円で「萩原商事株式会社」を設立し、同年7月8日にスーパーマーケットの三鷹店を開店した。
1963年（昭和38年）3月20日に「シヅオカヤ労働組合」が結成された。
1969年（昭和44年）4月に本部を町田に移転してスーパーマーケットチェーン展開の基盤を構築した。
1980年（昭和55年）5月に高島屋ストアから3店舗を譲受した。
1981年（昭和56年）6月から本部から半径5㎞を対象として夕食材料の宅配を開始した。
同年7月にベスト電器と業務提携して大山店内に家電売り場を開設した。
1980年代初めには生鮮食品に強みを持つローカルスーパーとなり、1981年（昭和56年）度に34店舗で売上高約440億円を上げて国内小売業で71位となった。
1981年（昭和56年）度の集中出店の失敗により業績が悪化し、1984年（昭和59年）3月に忠実屋と業務提携して、同社が51％の株式を取得して子会社化されたが、創業家である萩原家が社長を務め続けた。
しかし、忠実屋の傘下に入ってから約2年後の1986年（昭和61年） 3月6日に忠実屋側が創業家出身の萩原秀樹社長を解任して取締役に降格し、忠実屋専務の金森方志を社長に就任させた。
ところが、翌々日の同月10日にこの社長解任が一方的であると同時に理由が不明確であるとして解任された萩原秀樹が忠実屋側に公開質問状を出し、忠実屋側も即座に解任は正当であるとの反論を行ったため、経営権を巡って創業家と筆頭株主の忠実屋が争う事態に陥った。
この騒動は、同年6月が創業家から株式を取得して完全に傘下に入れると共に前社長の萩原が取締役も退任して当社を去ることで和解し、創業家の萩原家が経営から離れることになった。
そして、1985年（昭和60年）3月に忠実屋本社ビル内に本社機能を移転して、同社と事実上一体的に運営されるようになった。
それに伴い、当社は商品部を廃止して商品の仕入れ部門を忠実屋と一体化し、物流についても忠実屋の東京都羽村市にあった加工センターと神奈川県厚木市にあった厚木物流センターから各店舗に直接配送することになった。
1991年（平成3年）6月に「株式会社シヅオカヤ」へ商号を変更し、同年9月1日に同じ忠実屋グループとなっていた「ナイス」と経営統合して同社から15店舗の営業を継承した。

## 年表
- 1946年（昭和21年） - 静岡市出身の萩原勤也が東京都新宿区歌舞伎町で果実商を開業[1]。
- 1960年（昭和35年）
  - 3月3日[2] - 資本金500万円で「萩原商事株式会社」を設立[1]。
  - 7月8日 - スーパーマーケットの三鷹店を開店[10]。
- 1963年（昭和38年）3月20日 - 「シヅオカヤ労働組合」結成[11]。
- 1969年（昭和44年）4月 - 本部を町田に移転し、スーパーマーケットチェーン展開の基盤を構築[4]。
- 1980年（昭和55年）5月 - 高島屋ストアから3店舗を譲受[12]。
- 1981年（昭和56年）6月 - 本部から半径5㎞を対象として夕食材料の宅配を開始[13]。
- 1984年（昭和59年）3月[8] - 忠実屋が51％の株式を取得し、同社の子会社化となる[6]。
- 1986年（昭和61年） 
  - 3月6日 - 忠実屋側が創業家出身の萩原秀樹社長を解任して取締役に降格し[18]、忠実屋専務・金森方志が社長に就任[17]。
  - 6月 - 忠実屋が創業家から株式を取得して完全子会社化し、前社長・萩原が取締役も退任して創業家が当社から撤退[20]。
- 1985年（昭和60年）3月 - 忠実屋本社ビル内に本社機能を移転し、事実上一体化[21]。
- 1991年（平成3年）
  - 6月 - 「株式会社シヅオカヤ」へ商号を変更[2]。
  - 9月1日 - 「ナイス」と経営統合し[23]、15店舗の営業を継承[2]。

## かつて存在した店舗

### 東京都

#### 23区
- 静岡屋本店（新宿区歌舞伎町1-879[24]、1946年（昭和21年）開店[24][25]）
- 新宿店（新宿区角筈2-82[26]、1969年（昭和44年）8月開店[27][28]）

店舗面積約110m2。
- 三軒茶屋店（世田谷区三軒茶屋2-14-6[30]（旧・167[31]）、1966年（昭和41年）12月6日開店[30] - 1981年（昭和56年）閉店[32]）

店舗面積約815m2 → 約669m2。
- 希望ヶ丘店（世田谷区船橋6-26-8[33][34]、1972年（昭和47年）11月開店[34]）

店舗面積約510m2 → 約760m2。
- 阿佐谷店（杉並区阿佐谷南3-58-1[35] 阿佐ケ谷駅構内[36]、1982年（昭和57年）10月開店[36]）

- 西萩店（杉並区西荻南3-8-17[34]、1978年（昭和53年）12月開店[34]）

店舗面積約335m2。
西荻窪駅南口の繁華街の裏手にあるマンションの1階に出店した標準店舗の約3分の1の小型店で、にもかかわらず食品の品揃えは標準店並みの店舗として開業した。
- 大山店（板橋区大山町25-13[39]、1981年（昭和56年）7月開店[2] - 1994年（平成6年）1月閉店[40]）

店舗面積約1,671m2。
遊座大山商店街の一角に出店していた。
閉店後に商店街の客足が激減したことから商店街側から再開を働きかけ、1995年（平成7年）6月に店舗面積約300m2のビッグ・エーが店舗跡の一部に開店した。
- （初代）成増店（板橋区成増2-21-2[3]（旧・成増町141[29][41]、1969年（昭和44年）9月30日開店[41]）

店舗面積約1,400m2。
「成増名店街」地下1階に丸井や高島屋ストアなどと共に核テナントとして地下売り場に出店していた。「成増名店街」は建て替えを行い、1988年（昭和63年）6月30日にダイエー成増店が開店した。
近隣に（2代目）成増店を移転開設した。
- （2代目）成増店（板橋区、1986年（昭和61年）4月開店[2]）

店舗面積約812m2。
「成増名店街」の近隣に移転する形で開業した。
- 板橋サンゼリゼ店（板橋区中台3-27-7[34][46]、1978年（昭和53年）4月開店[34]）

延べ床面積約4,856m2、店舗面積約964m2。
山手通りサンシシティ商業施設棟に出店していた。
- 練馬平和台店（練馬区平和台4-19-10[33]、1974年（昭和49年）1月開店[2]）

店舗面積約650m2。
セイフー平和台店となった。

#### 三多摩
- 三鷹店（三鷹市下連雀3-30-1[34]、1960年（昭和35年）7月15日開店[48] - 1981年〈昭和56年〉閉店[32]）

店舗面積約759m2。
1階が食品売り場で、2階が雑貨・化粧品売り場、3階が衣料品売り場となっていた。
- 三鷹中原店（三鷹市中原3-1-11[50]、1979年（昭和54年）6月開店[50]）

店舗面積約960m2。
- 武蔵境店（武蔵野市境南町4-16-3[51]、1970年（昭和45年）11月13日[52]）

店舗面積約501m2。
- 吉祥寺店（武蔵野市吉祥寺南町2-1-25[33][53]、1972年（昭和47年）10月開店[52] - 1989年（平成元年）2月15日閉店[54]）

店舗面積約851.3m2。
1970年（昭和45年）11月1日に開業した「ターミナルエコー」（店舗面積約11,006m2）の地下1階に出店していた。
- 清瀬店（清瀬市中里6-195[33]、1972年（昭和47年）8月開店[2]）

店舗面積約570m2。
- 神代店（調布市深大寺北町6-52-8[56]（旧・深大寺町2362[34]）、1975年（昭和50年）4月17日[57][58]）

店舗面積約760m2 → 974m2。
開業時には2階に本部が設置された。
- 神代南店（調布市深大寺町3041[34]、1979年（昭和54年）2月開店[34] - 1989年（平成元年）1月23日閉店[54]）

店舗面積約270m2 → 300m2。
- 調布東店（調布市入間町2-25-4[59][60]、?開店）

店舗面積約182m2。
- 若葉店（立川市若葉町4-25-52[61]、1971年（昭和46年）7月2日開店[61]）

店舗面積約580m2。
- 京王八王子店（八王子市[2]、1991年（平成3年）9月開店[2]）

店舗面積約418m2。
- ナイスめじろ台店（八王子市めじろ台3-2504-16[63]、1982年（昭和57年）3月11日[64]）

- 多摩店（多摩市永山4-2-1[65]、1971年（昭和46年）3月26日開店[65]）

店舗面積約580m2。
- 原町田店  →（初代）町田店（町田市原町田6-2-6[66]（旧・森野1360[67]）、1963年（昭和38年）7月11日開店[67]）

木造平屋建て・店舗面積約762m2。
- （2代目）町田店（町田市原町田6-2-6[3]、1971年（昭和46年）10月27日開店[69]）

店舗面積約850m2。
当社が建設したショッピングセンターのテナントとして招致した町田大丸の地下2階に出店していた。地下1階の町田大丸食品売り場のさらに下という不利な立地であったが、町田大丸食品売り場を上回る売上を上げていた。
- 町田小川店（町田市小川1716[50]、1979年（昭和54年）7月開店[50]）

店舗面積約980m2。
- ナイス玉川店（町田市成瀬台3-6-19[71]、1977年（昭和52年）4月開店[72]）

店舗面積約610m2。
- ナイス鶴川緑山店（町田市三輪町27-2332[73]）

### 神奈川県
- 川崎店（川崎市東門前3-3[74][75]、1965年（昭和40年）5月17日開店[76]）

店舗面積約900m2。
- 青葉台店（横浜市緑区青葉台2-10-9[33]、1978年（昭和53年）2月23日開店[77]）

延べ床面積約2,233m2、店舗面積約1,218m2。
近くの駐車場利用者のためにケーブルカーが設置されていた。
- 横浜藤が丘店（横浜市緑区藤が丘2-4-13[50]、1979年（昭和54年）9月開店[50]）

延べ床面積約718m2、店舗面積約482m2。
- 荏田南店（横浜市都筑区荏田南[2]、1991年（平成3年）9月開店[2]）

店舗面積約365m2。
- ナイス港南台店（横浜市港南区日野町5654-452[72]、1972年（昭和47年）10月 野村ストア開店[72] - 1991年（平成3年）9月継承開店）

店舗面積約267m2。
- ナイス本郷台店（横浜市戸塚区飯島町2545-35[72]、1976年（昭和51年）9月 野村ストア開店[72] - 1991年（平成3年）9月継承開店）

店舗面積約210m2。
- ナイス金沢文庫店（横浜市金沢区釜利谷町追越1910-114[72]、1977年（昭和52年）9月 野村ストア開店[72] - 1991年（平成3年）9月継承開店）

店舗面積約408m2。
- 鵜野森店（相模原市鵜野森字柏木571[79][80]、1969年（昭和44年）6月1日開店[79]）

店舗面積約400m2。
- 相模大野店（相模原市上鶴間3446[81]、1981年（昭和56年）10月開店[82]）

店舗面積約2,910m2。
大京観光（現・大京）が等価交換で建設した大野第一ビルの1階と2階に出店していた。
- 座間店（座間市[2]、1991年（平成3年）9月開店[2]）

店舗面積約484m2。
- ナイス鎌倉店（鎌倉市常盤355-17[72]、1964年（昭和39年）4月16日 野村ストア開店[84] - 1991年（平成3年）9月継承開店[2]）

店舗面積約624m2。
- ナイス梶原店（鎌倉市梶原日当913-23[72]、1966年（昭和41年）12月16日 野村ストア開店[84] - 1991年（平成3年）9月継承開店[2]）

店舗面積約242m2。
- ナイス丸山店（鎌倉市寺分字池ノ坂680-1[72]、1971年（昭和46年）12月 野村ストア開店[72] - 1991年（平成3年）9月継承開店）

店舗面積約247m2。
- ナイス城山店 → プライスセーバー城山店（津久井郡城山町[85]、1991年（平成3年）9月開店[2]）

店舗面積約257m2。
1994年（平成6年）9月1日に不採算の小型店を酒類ディスカウントストア「プライスセーバー」に業態転換した。

### 埼玉県
- 所沢店（所沢市東町12-6[87]、高島屋ストア1970年（昭和45年）5月20日開店[88] - 1981年（昭和56年）7月継承開店[89]）

店舗面積約1,154m2。
高島屋ストアから継承した店舗。
- 南浦和店（浦和市文蔵5-9-15[90]、1981年（昭和56年）11月開店[2]）

店舗面積約1,240m2。
サンコーが出店計画を進めたが条件面で断念したため、当社が出店することになった。
- 北坂戸店（坂戸市溝端町1-3[92]、1981年（昭和56年）10月開店[89]）

### 千葉県
- ナイス千城台店（千葉市若葉区[2]千城台西2-14-1ref name="selfservice-member-1981-149"/>、1966年（昭和41年）6月1日 野村ストア開店[93] - 1991年（平成3年）9月継承開店[2]）

店舗面積約324m2。

### 静岡県
- ライフランド静岡店（静岡市馬渕2-8-1[94]、1976年（昭和51年）3月20日開店[94][95]）

敷地面積約4,528m2、鉄筋コンクリート造地上5階建て塔屋1階、延べ床面積約11,615m2、店舗面積約6,952m2（当社店舗面積約1,374m2）、駐車台数約300台。
「シーザースボウル」跡地に建設し、静岡駅南地区初の大型店として開業した。
- 城北店（静岡市北安東5-51-20[98]、1975年（昭和50年）5月17日開店[99]）

売場面積8,712m2。
パークレーン静岡跡に出店していた。
- 静岡呉服町店（静岡市呉服町1丁目7番地[101]、1977年（昭和52年）10月開店[102] - 1991年（平成3年）8月閉店[103]）

店舗面積約782m2。
静岡伊勢丹の地下食品売り場に出店していたが閉店し、店舗跡は静岡伊勢丹の直営となった。
- フランツ清水店（清水市高橋5-1-1[104]、1990年（平成2年）10月27日開店[104]）

店舗面積約8,500m2。
- 富士店（富士市平垣270-10[50][105]、1979年（昭和54年）12月開店[50] - ?閉店）

店舗面積約585m2。
本州製紙が富士工場正面の商店街に面した場所に開設したショッピングセンター「パピー」に出店していたファミリーストアの撤退を受け、後継テナントとして出店した。
- 富士川店（庵原郡富士川町岩渕777-2[107]、1981年（昭和56年）7月開店[108]）

店舗面積約1,100m2。
富士川駅前に出店していた。
- 沼津高島店（沼津市高島本町9-1[50]、1976年（昭和51年）7月開店[50]）

店舗面積約1,065m2。
- 沼津アーケード店（沼津市城内字町方町37-2[50]、1977年（昭和52年）6月開店[50]）

店舗面積約1,110m2。

## 過去に存在した事業所
- 生鮮加工センター（東京都調布市深大寺町2358[50]、1975年（昭和50年）3月開設[109]）

敷地面積約2,000m2、延べ床面積約1,000m2。
- 静岡センター（静岡県静岡市池田町230-1[50]）

## 過去に存在した関連会社
- 萩原不動産（東京都三鷹市[102]、1967年（昭和42年）7月設立[102]）
- エルアンドエル（東京都三鷹市[102]、1981年（昭和56年）2月設立[102]）